# Nyrstar
Nyrstar N.V è una azienda belga mineraria specializzata nell'estrazione dello zinco. Nyrstar ha impianti di estrazione e fusione in Europa, nelle Americhe, in Cina e in Australia.
Il 29 ottobre 2007, Nyrstar è quotata all'Euronext, nella Borsa di Bruxelles, grazie a un OPA e si è unita all'indice BEL20.